# Kim Jun-hong
Kim Jun-hong (en coréen : 김준홍), né le 3 juin 2003 à Jeonju en Corée du Sud, est un footballeur sud-coréen évoluant au poste de gardien de but au D.C. United.

## Biographie

### En club
Né à Jeonju en Corée du Sud, Kim Jun-hong est formé par le Jeonbuk Hyundai Motors. Il fait ses débuts en professionnel avec ce club, le 28 août 2021 lors d'une rencontre de K League 1, la première division sud-coréenne, face au Suwon FC. Il entre en jeu et les deux équipes se neutralisent (2-2 score final).
Le 10 janvier 2025, Kim Jun-hong rejoint D.C. United, franchise de MLS. Il signe un contrat courant jusqu'en décembre 2027 avec une année supplémentaire en option.

### En sélection
Kim Jun-hong représente l'équipe de Corée du Sud des moins de 17 ans, il est notamment retenu pour participer à la Coupe du monde des moins de 17 ans en 2019, qui se déroule au Brésil. Lors de cette compétition, il ne joue toutefois aucun match. Les Sud-Coréens s'inclinent en quarts de finale face au Mexique (0-1 score final).
En août 2023 Kim Jun-hong est convoqué pour la première fois avec l'équipe nationale de Corée du Sud par le sélectionneur Jürgen Klinsmann,. Il ne joue toutefois aucun match lors de ce rassemblement.

## Palmarès

### En club
Jeonbuk Hyundai Motors
- Championnat de Corée du Sud (1) :
  - Champion : 2021.